# Oliver Goldsmith
Oliver Goldsmith (Kilkenny West, 10. studenoga 1730. – London, 4. travnja 1774.), irski književnik.
Studirao je teologiju, pravo i medicinu, putovao po Europi, bio liječnik u Londonu, a na kraju se prihvaća književnog rada: prevodi, piše kompilacije, biografije, povijesne preglede, eseje, a sve to anonimno. 
Godine 1761. upoznaje S. Johnsona i postaje član njegova "literernog kluba". Prvi uspjeh postigao je 1764. godine objavivši, pod svojim imenom, peomu "Putnik". Didaktično-sentimentalni ton romana "Seoski župnik iz Wakefielda" upućuje na utjecaj Richardsona i Fieldinga. 
S Goldsmithom počinje kratkotrajna obnova engleske komedije. Drama "Ona se ponizuje da bi pobijedila" komad je pun humora, koji nastavlja tradiciju Congrevea i komedije iz doba restauracije, a zadržala se na repertoaru sve do danas.